# 핀란드
핀란드 공화국(핀란드어: Suomen tasavalta 수오멘 타사발타[*]), 약칭 핀란드(핀란드어: Suomi 수오미[*] [ˈsuo̯mi] 듣기 (도움말·정보))는 북유럽에 있는 노르딕 국가 가운데 하나이다. 발트해, 보트니아만, 핀란드만을 두고서 서쪽으로는 스웨덴, 북쪽으로는 노르웨이, 동쪽으로는 러시아, 남쪽으로는 핀란드만을 두고 에스토니아와 접하고 있다. 핀란드 수도인 헬싱키는 핀란드에서 가장 큰 도시이다. 다른 핀란드 주요 도시로는 에스포, 탐페레, 오울루, 투르쿠, 이위배스퀼래, 라흐티, 쿠오피오 등이 있다.
인구는 2022년 9월 기준 555만 9198명이며, 핀란드 중앙과 남부에 사는 인구 대부분이 핀란드어를 사용한다. 핀란드어는 북게르만어군과 관계 없는 우랄어족의 핀어군에 속한다. 핀란드 전체 인구 가운데 140만 명이 헬싱키 수도권에 살고 있으며, 이 지역은 핀란드 전체 GDP의 30% 이상을 생산한다. 핀란드 공식 언어 가운데 두 번째로 많이 사용한 언어는 스웨덴어로 올란드 제도와 핀란드 중부 해안지역 사람들이 주로 사용한다. 핀란드인 절대 다수는 핀란드 복음루터교회를 믿고 있다. 핀란드는 유럽에서 8번째로 큰 국가이지만, 땅에 비해 인구가 적어 유럽 연합에서 인구 밀도가 가장 낮은 국가에 해당한다. 핀란드는 의원내각제 국가이며, 310개 지방자치단체가 있으며, 이 가운데 올란드 제도는 자치행정구역이다.
핀란드는 마지막 빙하기가 끝난 이후부터 사람이 살기 시작했으며, 기원전 9000년 경으로 추정한다. 기원전 5200년에 빗살무늬토기 문화가 핀란드에 들어왔고, 전부문화가 농업과 함께 기원전 3000년부터 기원전 2500년까지 이어졌다. 청동기 시대와 철기 시대 때 핀란드는 발트 지역 및 페노스칸디아인들과 지속적으로 교류했다. 이 시기에 핀란드에는 3개의 주요 문화권이 형성되었는데, 그 문화권은 남서핀란드 문화, 해메 문화, 카렐리야 문화이다. 13세기부터 핀란드는 북방 십자군과 스웨덴의 식민지로 스웨덴에 병합되었다.
1809년 핀란드는 핀란드 대공국이라는 이름으로 러시아 제국의 자치령이 되었다. 1906년 핀란드는 유럽에서는 최초로 모든 성인에게 선거권을 부여했으며, 세계에서 최초로 모든 성인들에게 공직에서 활동할 수 있도록 했다. 1917년 러시아 혁명 이후 핀란드는 핀란드 독립선언을 발표하고 독립을 선포했다. 1918년 핀란드는 볼셰비키가 이끄는 핀란드 사회주의 노동자 공화국과 독일 제국의 지지를 받는 백핀란드로 분열되어 내전을 겪었다. 핀란드 왕국이 일시적으로 수립되었지만, 1919년 핀란드 헌법이 도입됨에 따라 핀란드는 공화국이 되었다. 제2차 세계 대전 당시 핀란드는 소련과 겨울 전쟁 및 계속 전쟁을 치렀고, 이 과정에서 카렐리야, 살라, 쿠사모의 일부와 페차모주를 소련에 할양했다.
1950년대까지 핀란드는 농업 국가였다. 그러나 제2차 세계 대전 이후 소련이 전쟁 배상을 요구함에 따라 핀란드는 산업화를 시작했다. 핀란드는 노르딕 모델에 기초한 복지 국가를 만드는 한편, 고도의 경제 성장을 이룩하여 고소득 국가가 되었다. 핀란드는 국가경쟁력을 평가하는 교육, 경제, 삶의 질, 인간 개발, 시민의 자유 등의 순위에서 상위권에 있다. 2015년 핀란드 세계 인적 자본 지수와 언론 자유 지수에서 1위를 달성했으며 2011년부터 2016년까지 취약국가지수에서는 가장 안정적인 국가로 꼽혔다. 세계 성별차 보고서에서는 2위였으며, 2018년과 2019년에는 세계행복보고서에서 1위를 달성했다.
핀란드는 냉전 동안 군사적 중립을 유지했다. 1995년 유럽 연합에, 1999년 유로존에 유로화 도입과 동시에 가입했다. 2023년 북대서양 조약 기구(NATO)에 가입했다.

## 역사
기원전 수천년 무렵에 중앙아시아 지역으로부터 우랄어족 언어를 쓰는 핀족이 서진을 계속하여 기원후 1세기에 지금의 핀란드 남부에 정착한 것으로 추정된다.
12세기 중엽, 스웨덴 왕 에리크 9세의 십자군이 핀란드에 쳐들어 옴으로써 스웨덴의 핀란드 지배 윤곽이 잡혔다. 이후 스웨덴의 역대 왕들은 기회가 있을 때마다 핀란드에서 스웨덴 영토를 넓혀왔으며, 1397년 포메라니아의 에리크가 스웨덴-노르웨이-덴마크의 연합왕으로 즉위할 때 핀란드도 이에 편입되었다.
1523년 구스타브 1세 바사는 스웨덴을 안정된 독립 왕국으로 만들면서 이에 포함시켰다. 이후 스웨덴과 함께 핀란드에서도 루터교로 개종하는 종교개혁이 일어났는데, 여기에는 독일 비텐베르크에서 마르틴 루터에게 수학한 미카엘 아그리콜라의 공이 컸다.
17세기 초에 스웨덴 왕 구스타브 2세 아돌프는 핀란드를 동방 전초 기지로 활용하였다. 크리스티나 여왕은 핀란드에서 문예를 크게 진흥시켜 투르쿠 대학이 이 무렵에 세워졌다.
스웨덴 왕 칼 12세의 무리한 군사정책으로 시작된 대북방 전쟁(1700~1721년)에서 핀란드의 국토는 러시아의 대대적 침공으로 일대 타격을 입었다. 구스타브 3세가 러시아와 전쟁(1788~1790년)을 하는 틈을 타 핀란드 장교들이 무장봉기하기도 했다.
나폴레옹 전쟁 중에 핀란드 영토를 둘러싼 열강의 외교전이 펼쳐진 끝에 1809년 러시아가 핀란드를 점령하였고, 대공국이라는 이름으로 통치하였다. 이에 맞서 핀란드인의 국권 회복 운동이 점차 불붙었고 엘리아스 뢴로트는 1835년부터 1849년 사이에 서사시 칼레발라를 썼다. 그러다가 독립운동 끝에 핀란드는 독립한다.

### 20세기 초반
제1차 세계 대전 말기인 1917년에 핀란드는 독일 제국의 공국인 헤센-카셀(Hessen-Kassel)가를 핀란드의 왕가로 받아들여 독일제국에서 책봉을 받는 형식상의 제후국이 되었다. 1918년 1월 27일 소련의 지원을 받은 적핀란드(공산군)이 반란을 일으켰으나, 독일 제국의 지원을 받은 핀란드 백군(정부군)이 5월 15일 이를 진압하였다. 한편 그 해 11월 11일 독일 제국이 항복함으로써 제1차 세계 대전이 끝나고 핀란드는 러시아으로부터 공화국으로 독립하였다.
제2차 세계 대전 직전부터 소련의 위협이 다시 커져 국가의 생존을 걸고 과거 핀란드를 지배했던 소련과 2차례에 걸쳐 전쟁(겨울 전쟁·계속 전쟁)을 벌였다. 명장 칼 구스타프 에밀 만네르헤임 장군의 지휘 아래 전 국력을 총동원하여 소련에 맞서 싸웠고 상당한 전과를 거두었으나, 소련과의 국력의 열세 때문에 끝내 패배로 끝났다. 이전부터 핀란드는 소련에 대한 감정이 좋지 못했는데, 이 전쟁으로 더욱 악화되었다.

### 냉전 시대
소련이 다시 핀란드를 편입하려고 2번 전쟁을 했지만 실패한 상태로 끝난 뒤에 국토는 다시 재건되었고 핀란드 정부는 소련과 서유럽 사이에서 중립을 표방하면서 노키아 등 경제발전에 힘을 쏟았다. 소련의 의향에 따라 마셜 플랜을 받지 못했고 북대서양 조약 기구(NATO)와 유럽공동체(EC)에 가입하지 않았다. 자유 민주 정권을 유지하면서, 자본주의 경제권에 속하는 경제정책을 쓰고, 외교, 국방 측면에서 소련의 위협으로 공산권과 가까웠지만, 바르샤바 조약기구에 가맹하지는 않았다.

### 현대
소련 붕괴 후 미국, 영국, 유럽 연합 등 서방 진영에 접근하여, 1995년에 유럽 연합 회원국이 되었다. 2002년에는 자국 통화인 핀란드 마르카를 폐지하고 유로를 도입했다. 2023년에는 북대서양 조약 기구 회원국이 되었다.

## 정치

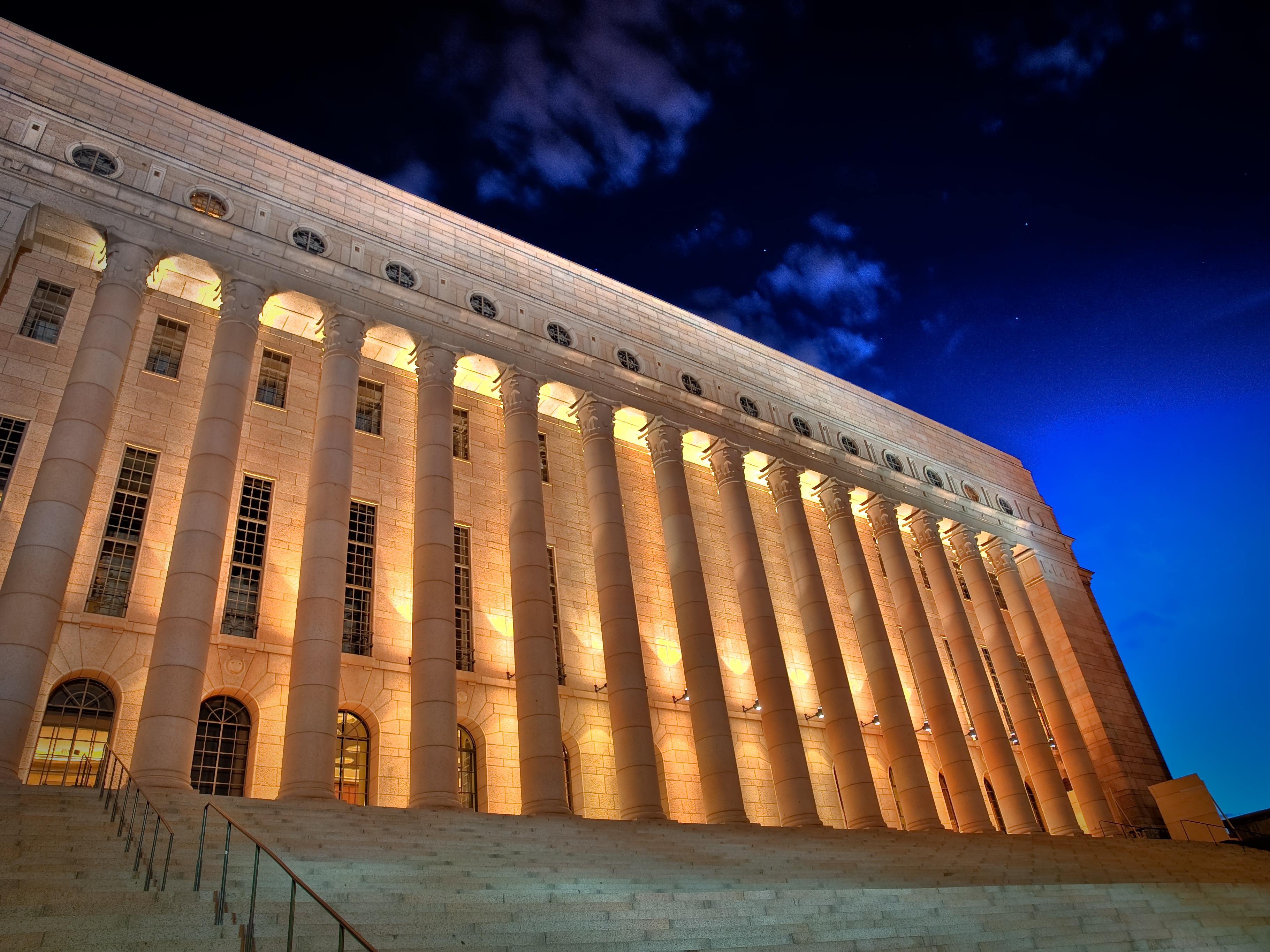
핀란드의 의회 에두스쿤타 (Eduskunta)

최고 입법기관인 의회(핀란드어: Eduskunta, 스웨덴어: Riksdag)는 단원제로 200명의 의원들로 구성된다. 국회의원 임기는 4년이며, 15개 선거구로 나누어 개방식 비례 대표제 선거로 뽑힌다. 의회는 헌법을 고치거나 내각을 해임시키거나 대통령이 발동하는 거부권을 무효화할 권한이 있다. 유럽 최초로 보통선거를 실시했다. 1906년 보통선거가 실시된 이후 핀란드 국회는 우파인 국민연합당, 농민당과 좌파인 사회민주당, 좌익연합 등의 정당이 지배해왔다. 핀란드는 소련의 영향력이 컸던 냉전 시대에도 민주주의를 지켜왔다.
총리는 부총리와 장관과 함께 내각을 구성한다. 각 각료는 의회에 대해 책임을 지지 않는다. 총리는 총선 후 각당 대표의 협상 결과에 따라 대통령이 총리 후보를 지명하고 의회에서 과반수의 찬성을 얻은 후, 대통령의 임명을 거쳐 취임한다. 다른 각료는 총리의 임명에 따라 대통령이 임명한다.
내정 면에서는 선진적인 북유럽 형의 복지국가라는 인상이 강하지만, 전후 배상금 등의 지불과 같은 외적인 요소로 노동자의 권리 향상은 우선 순위가 밀렸지만, 급속하게 복지 국가 건설에 매진하여 북유럽 형의 사회에 근접하였다.
핀란드는 세계에서 가장 정치적 부패가 적은 나라 중 하나로 평가되고 있다. 2008년 민간 활동 단체인 "국제 투명성 기구"에 의한 정치 부패 인식 지수 조사에서는 2004년까지 1위를 지켰지만, 2009년에는 6위로 떨어졌다.
핀란드의 헌법에서 특이한 점은 헌법재판소가 없고, 대법원에게는 어떤 법률에 대해 위헌 결정을 내릴 권한이 없다는 점이다. 핀란드 이외에 헌법재판소가 없는 나라는 네덜란드와 성문 헌법이 없는 영국 뿐이다.

## 행정 구역

2011년 1월 이후의 핀란드 행정구역. 각 주 지역의 문장도 같이 표시되어 있다. 회색 선은 2010년 개편 이전의 주 경계선이다.

핀란드는 원래 6개 주로 구성되었으나 2010년 첫 개편으로 20개 주 지역이 생겼고, 2011년 1월 1일 동우시마 지역이 우시마 지역에 통합되면서 현재는 19개의 주 지역으로 구성되어 있다. 핀란드의 19개 주 지역은 아래와 같다.
- 라피 지역
- 북포흐얀마 지역
- 중앙포흐얀마 지역
- 남포흐얀마 지역
- 포흐얀마 지역
- 카이누 지역
- 북카리알라 지역
- 남카리알라 지역
- 북사보 지역
- 남사보 지역
- 중앙수오미 지역
- 피르칸마 지역
- 사타쿤타 지역
- 패이얘트해메 지역
- 칸타해메 지역
- 퀴멘락소 지역
- 우시마 지역
- 남서수오미 지역
- 올란드 제도

## 지리

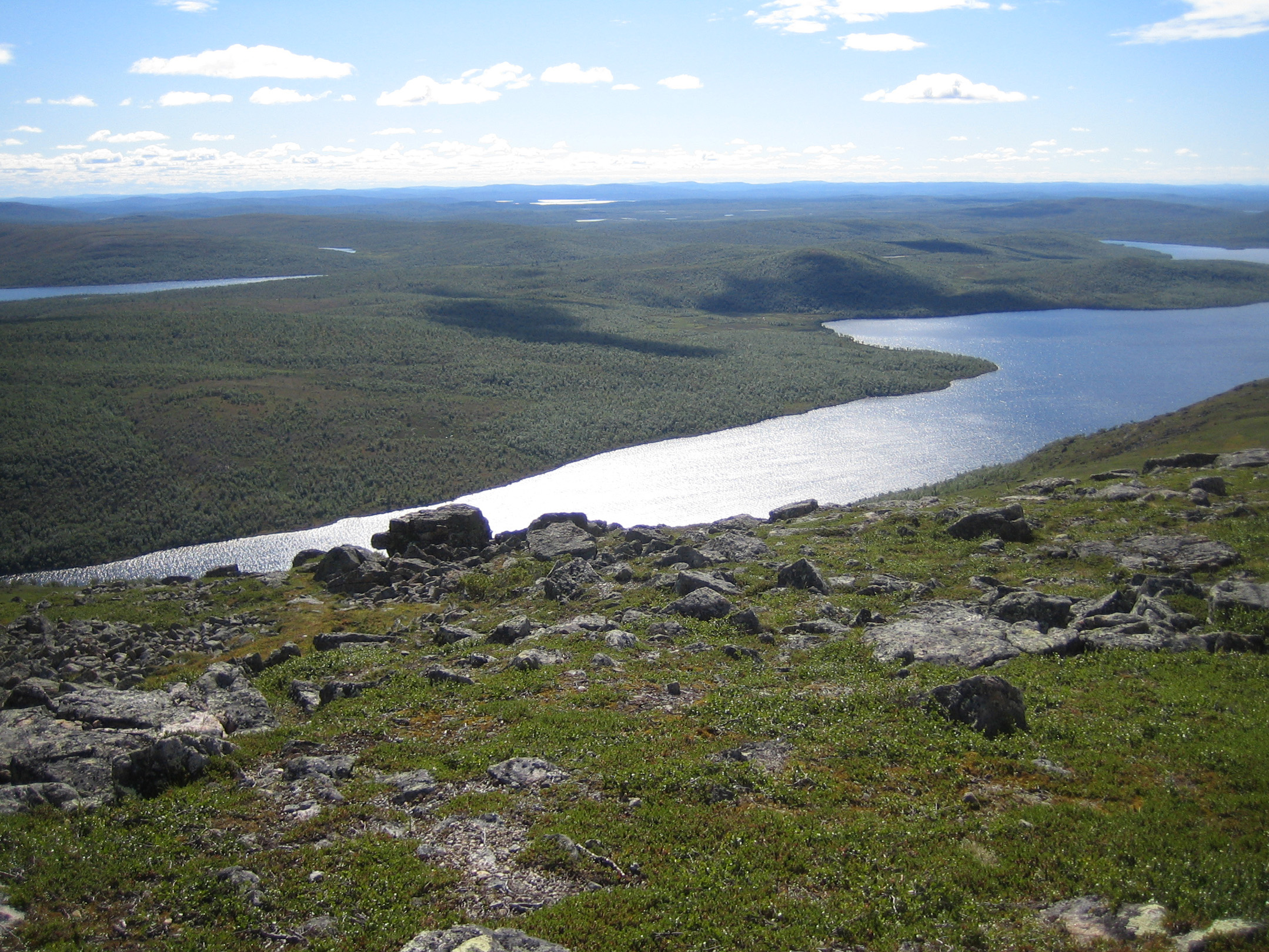
라플란드

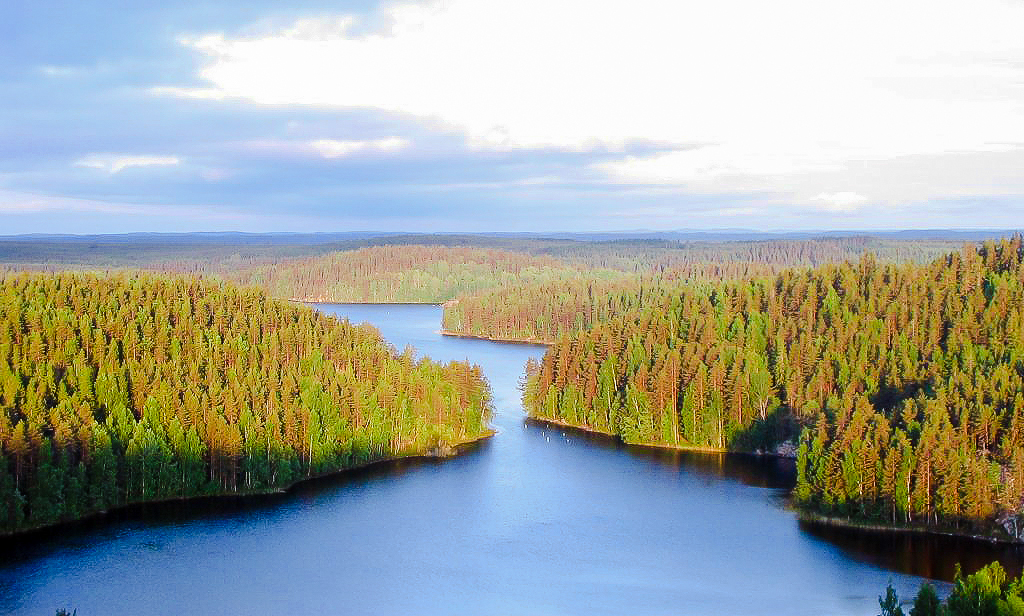
남동부의 풍경

북쪽은 노르웨이, 서쪽으로는 스웨덴과 국경을 접하고 있다. 서쪽은 보트니아만, 남쪽은 발트해, 남쪽은 핀란드만과 맞닿아 있다. 보스 만 건너편은 스웨덴, 핀란드 만 건너편은 에스토니아다. 동쪽에서 남쪽 걸쳐 러시아와 육로로 국경을 접하고 있다. 또한 스칸디나비아반도에는 포함되지 않는다.
국토의 대부분은 평탄한 지형으로 빙하에 깎여 형성된 호수가 무수히 흩어져 있다. 타이가지대가 있고, 식물 중에는 이끼가 많다. 또한 숲은 다양한 종류의 식물군이 서식한다. 핀란드의 지형은 대체로 평평하며 최고봉은 북쪽 사미 주 해발 1,328미터인 할티툰투리 산이다. 핀란드는 호수 이외에도 육지의 68%가 북방 침엽수림으로 덮여 있다. 섬들은 거의 대부분 서남쪽에 있다.
핀란드는 호수와 섬의 나라라고 불릴 정도로 호수와 섬이 많다. 호수 187,888개와 섬 179,584개가 있다. 사이마호는 유럽에서 4번째로 크다. 핀란드에 있는 큰 호수는 다음과 같다.
- 네시호
- 빠이엔네호
- 사이마호(Saima)
- 오리호
- 삐에리넨호
- 오울루호
- 로카호
- 이나리호

핀란드 국토의 4분의 1 정도는 북극권에 있어 여름에는 백야 현상이 관찰된다. 핀란드 최북단에서는 여름에는 73일 동안 해가 지지 않고, 겨울에는 51일 동안 해가 뜨지 않는다.

### 기후
핀란드의 기후는 수도인 헬싱키 등 남부 해안가 일부 지역이나 주변 지역에만 습윤 대륙성 기후인 Dfb이고, 대다수의 지역 중 나머지 상당수의 지역은 아극 기후(냉대 기후)인 Dfc와 툰드라 기후(ET)가 나타난다.

## 경제

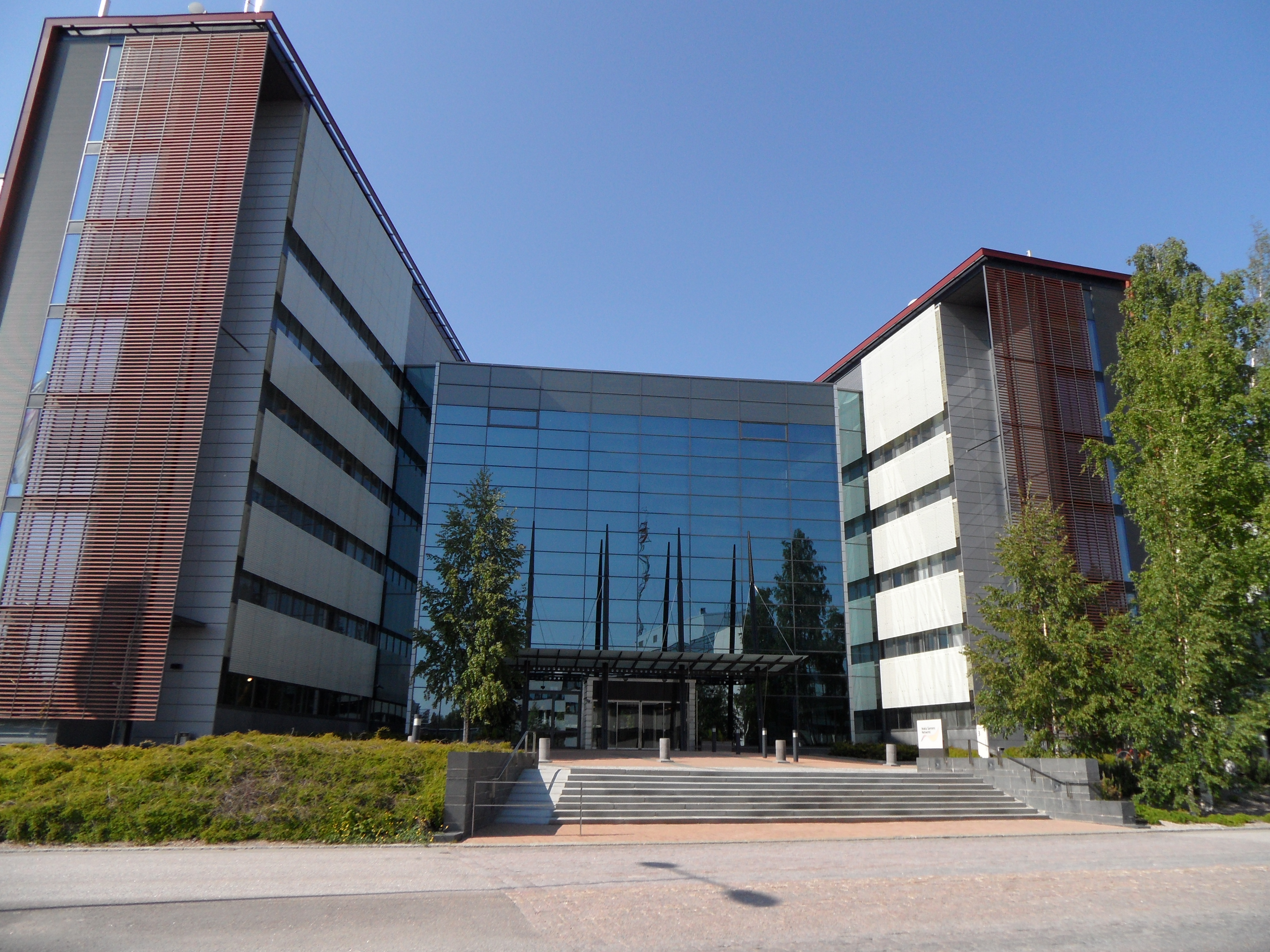
핀란드 최대 기업 노키아의 본사

핀란드는 스웨덴, 덴마크, 노르웨이 등 이웃 나라들에 비해 상대적으로 가난했기 때문에 1860년 대기근과 같은 경제적 변동에 취약한 나라였다. 1930년대까지 핀란드의 산업은 농업이 거의 대부분이었고, 1950년대까지도 인구의 절반 이상이 1차 산업에 종사했다.
제2차 세계대전 이후, 영국, 프랑스 등과 같은 나라들이 국유화를 진행할 때에도, 핀란드는 국유화를 기피했다. 보호무역주의가 실패한 후, 1973년 유럽공동체와의 자유무역을 위해 무역장벽을 완화하고, 산업의 시장경쟁력을 강화했다. 1980년대에 빚에 바탕을 둔 거품경제가 무너짐으로써 1991년에서 1993년까지 심각한 경기 후퇴가 있었다.
인구가 대한민국의 1/10에 불과한 핀란드는 1980년대 이후 농업 및 임업 중심의 경제 체제에서 노키아 등 휴대 전화의 생산량이 세계 1위에 오르는 등 첨단산업을 핵심으로 하는 산업 선진국으로 현저한 변화를 이루는 데 성공했다. 2008년 기준으로, 종사자별로 농림 4.5%, 공업 18.3%, 건설 7.3%, 상업 16%, 재무·보험 14.5%, 교통·통신 7%, 공공 서비스 32.4%로 구성되어 있다. 서비스 산업이 전체 경제의 65.7%를 차지하고, 공업이 31.4%를 차지한다. 주요 공업 부문으로는 전자 21.6%, 기계·자동차·금속공업 21.1%, 삼림공업 13.3%, 화학공업 10.9% 등이 있다.
150년 전 제지업체로 시작한 노키아(NOKIA)와 리눅스(Linux)로 유명하다. 세계경제포럼(WEF)이 매년 발표하는 세계 경쟁력 보고서에는 2001년부터 2004년까지 4년 연속 선두가 되었다.(2002년 2위로 발표되었다가 재평가 후 1위로 수정.)
여성의 노동력화는 진행되고 있으며, 특히 법률가, 의사는 여성이 절반을 차지하고 있다. 기업에서 높은 지위를 차지하는 여성도 늘고 있지만, 남성에 비하면 아직 적다. 여성은 남성에 비해 정규직으로 고용되기 어려운 경향이 있고, 젊은 여성에 계약직 일자리가 많다.(20대 여성의 4%가 파견 사원.) 타임 뱅크 제도를 적용하여 바쁜 시기에 근무하여 바쁘지 않은 때 여가 시간을 쓸 수 있는 제도도 존재한다. 1994년에 16.6%까지 상승한 실업률은 불경기에서 벗어나 해마다 개선되고 있으며, 2006년에는 7.7%까지 떨어졌다.
그러나 GDP와 구매력이 증가하면서 러시아와 발트 삼국에서 유입되는 노동자의 증가로 일을 찾지 못해 매춘부 같은 성 산업에 종사하는 사람도 증가 추세에 있다. 2016년 기준으로 1인당 명목 GDP는 42,654 달러, 국내 총생산량은 약 2,400억 달러이다.

## 국민
핀란드는 인구 대다수는 핀란드인이고, 공용어는 핀란드어와 스웨덴어이다.

### 인구 통계
민족 비율은 핀란드인이 93%, 스웨덴인이 6% 등으로 핀란드인이 압도적으로 많으며, 사미인, 러시아인과 기타 민족은 1%를 차지한다.

### 언어
핀란드어와 스웨덴어가 공용어로 지정되어 있으며, 특히 스웨덴어는 과거 스웨덴의 지배를 받았던 영향으로 인해 공용어로 지정되어 있다. 비율상으로 핀란드어는 93.4%, 스웨덴어가 5.9%로 핀란드어 사용자가 압도적으로 많지만, 2개 모두 공용어로, 1919년에 제정되었다. 모든 도로 표지판, 거리의 이름, 경고문 등이 양쪽 언어로 표기되지만 거의 대부분, 일상생활에서는 핀란드어가 주로 쓰인다. 스웨덴어는 거의 대부분 남서부의 있는 섬인 올란드 제도에서 쓰이고 있지만, 이미 핀란드에 뿌리를 내리고 있으며 소수파라고 불리고 있으며, 기업, 산업계에서 영향력을 가지며, 정부에도 주요정당을 가지고 있기 때문에, 공용어 문제는 역사적인 문제였다. 스웨덴어는 일부에서도 고귀한 언어로 인식되어 받아들여졌다.
북부의 사미인은 사미어를 쓰고, 1970년대에 지위가 올라갔다. 1999년의 헌법개정에 의해서 준공용어로 명기되었다. 동시에 집시, 그 외의 소수민족에 대한 배려도 더해져 있다. 거의 대부분의 국민들이 영어에 능통하고 일부는 독일어나 러시아어 역시 구사한다. 러시아어를 모국어로 하는 러시아 출신의 귀환자는 최근 계속 증가하고 있다. 러시아어는 1세기에 걸쳐서 지배사회의 상층부에서만 영향력을 준 것 뿐이었고, 국민사이에서는 침투하는 경우는 없었다. 이것은 러시아어를 야만 민족의 언어로 인식하고 있었던 사람이 있었기 때문이었다. 소수는 에스토니아어, 노르웨이어를 쓰는 경우도 있다.

### 종교
종교는 개신교(주로 루터교)가 89%, 동방 정교회가 1%, 무종교 9%, 기타(거의 대부분이 이슬람교 아니면 가톨릭교)는 1%로 개신교(루터교)가 압도적으로 많지만, 핀란드는 세속주의 정책을 실시하고 있다.

## 문화

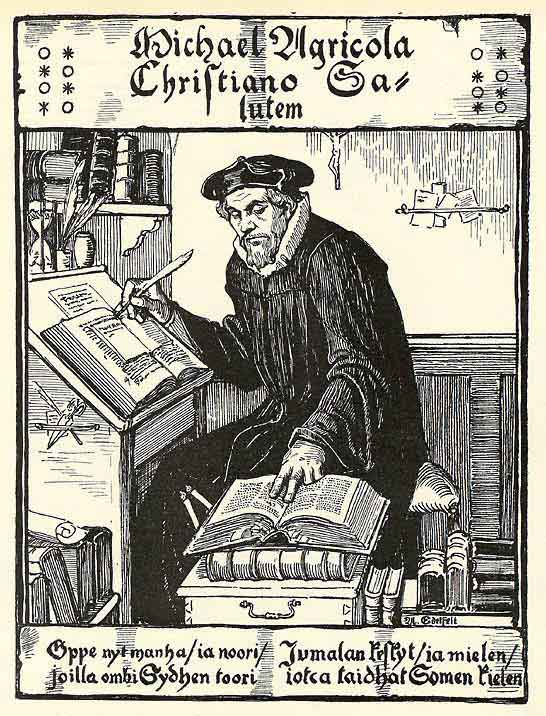
미카엘 아그리콜라

### 문학
최초의 핀란드어 책을 쓰고 신약성서를 핀란드어로 번역한 투르쿠의 주교 미카엘 아그리콜라(1510~1557년경)는 핀란드 문학의 아버지로 일컬어진다. 19세기에 엘리아스 뢴로트가 집필한 핀란드의 민족 서사시 《칼레발라》는 핀란드 전통 문화에 대한 큰 관심을 불러 일으켰다. 소설가 프란스 에밀 실란패는 1939년 노벨 문학상을 받았다. 소설가 미카 발타리도 전 세계에 알려져 있다.

### 음악
음악가로는 《핀란디아》를 작곡한 장 시벨리우스가 유명하다. 핀란드 전통 음악에는 하프와 비슷한 현악기인 칸텔레가 쓰인다. 또한 스트라토바리우스, 나이트위시, 소나타 아티카 등 헤비 메탈 음악도 인기를 얻고 있다. 로르디는 2006년 유로비전 송 콘테스트에서 우승하였다.

### 건축
핀란드는 또 알바르 알토(Alvar Aalto)를 비롯한 유명한 건축가를 많이 배출하였다.

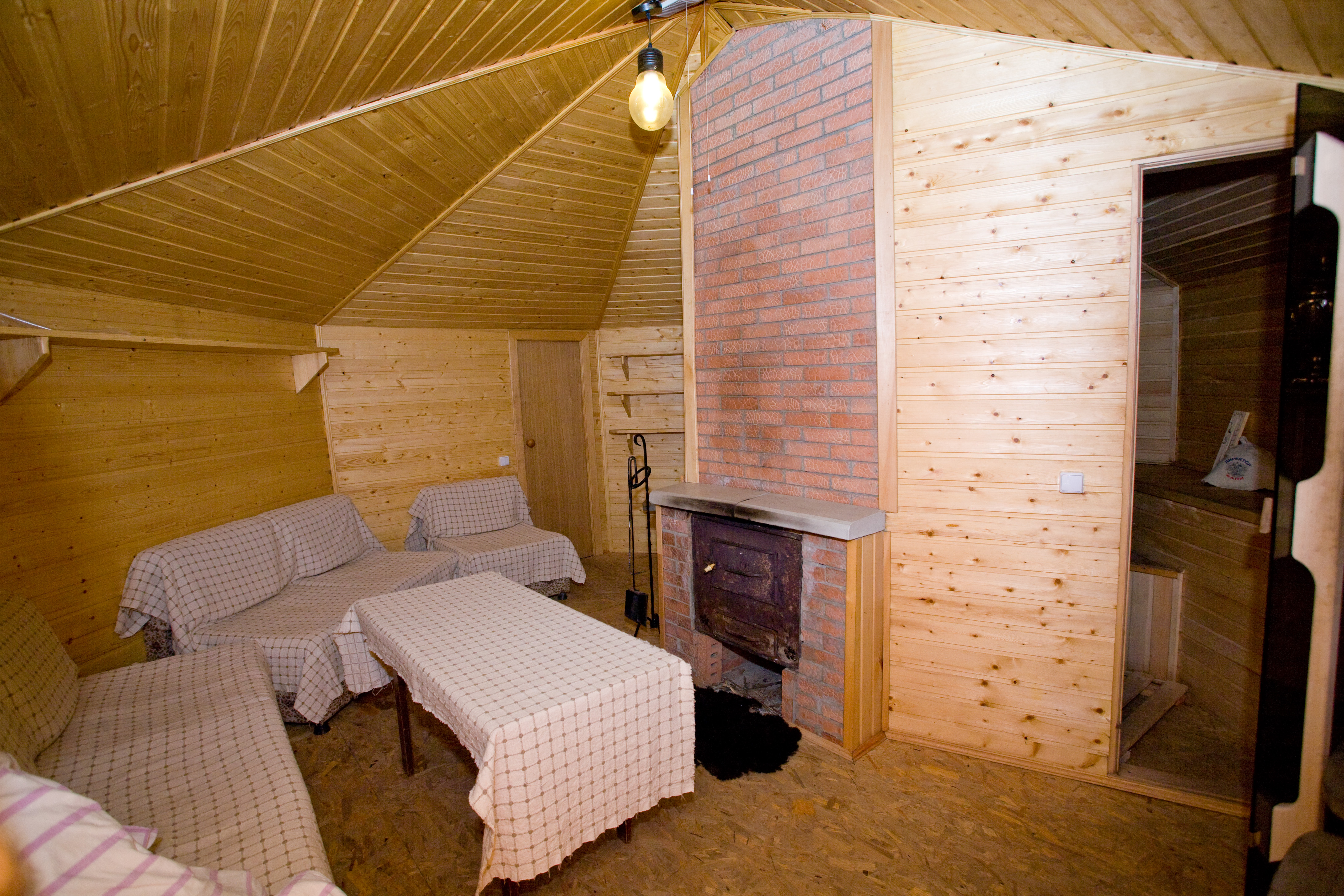
사우나의 모습

사우나(sauna)도 매우 유명하며, 핀란드의 전통어이기도 하다. “사우나”는 핀란드어 중에서 국제적으로 쓰이는 낱말 중의 하나이다. 사우나는 달궈진 돌에 물을 껴얹어 생기는 수증기를 이용하는데, 섭씨 90도에서 100도까지 상승한다.

### 요리

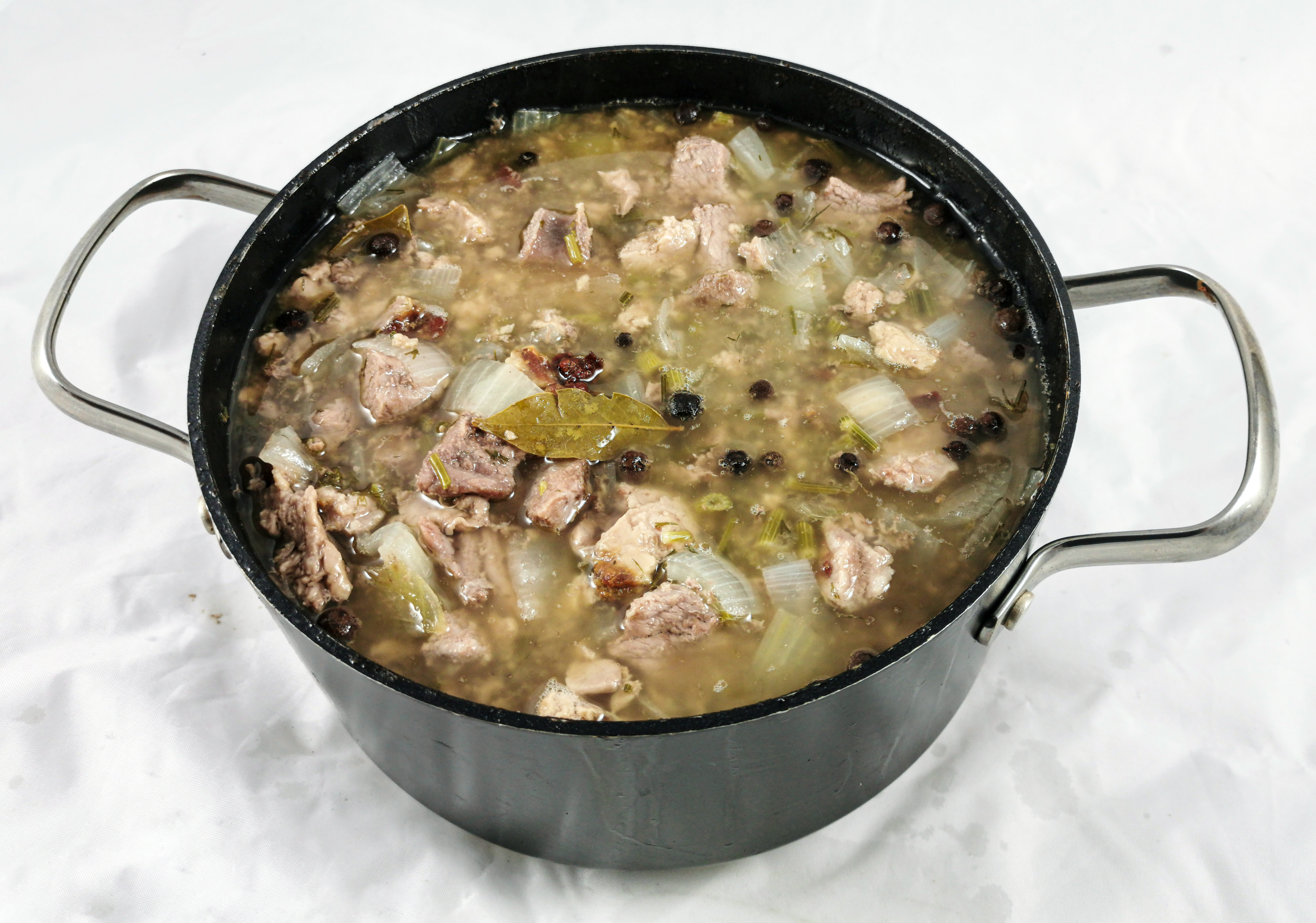
카리알란파이스티

핀란드 요리(핀란드어: suomalainen keittiö 수오말라니엔 케이티외)는 일반적으로 간단한 요리이며, 물고기도 많이 들어간다. 요리 중 제일 유명한 것은 카리알란파이스티이며, 주로 쇠고기나 돼지고기가 들어가는 스튜이자, 핀란드의 국민 요리이다. 연어 스프는 연어가 들어가는 스프이며, 대한민국에서도 유명해지고 있다. 생강 쿠키는 크리스마스 전 날에 만들어 크리스마스 시즌 내내 먹는 음식이다. 보통 '글뢰기'라고 하는 매콤한 음료와 함께 먹는데 어른들의 경우 보드카에 섞어 먹는다.

### 미디어와 통신
100개 이상의 신문사가 있고, 300개의 잡지, 2000개 이상의 전문지, 60개의 라디오 방송국, 5개의 국영 라디오 채널, 5개의 디지털 라디오 채널이 있다. 매년 30편의 영화가 만들어지고, 15,000권의 책이 출판되며, 1000만장의 음반이 판매된다.
국영 방송사인 YLE는 5개의 채널과 15개의 라디오 채널을 5개의 언어로 송신한다.
약 85%의 국민들이 인터넷을 이용하고, 2009년을 기준으로 180만명 이상이 광대역 인터넷에 접속한다.

## 교육
스웨덴어를 주로 사용하는 올란드 제도를 제외하고 학교에서는 핀란드어가 필수이며, 스웨덴어도 필수로 지정되어 있고, 영어 및 기타 언어에 대한 교육이 이루어지고 있다. 스웨덴계 국민은 어려서부터 TV 등을 통해 자연스럽게 핀란드어를 접하게 되고, 보통 종합학교 7학년부터 학교에서 스웨덴어를 배우기 시작한다. 현재는 스웨덴어보다 영어에 중점을 두고 있으며, 종합학교 3학년 정도부터 영어 수업을 시작한다. 또한 종합학교 (초등학교와 중학교를 합친 과정으로 9년)에서도 다른 외국어를 선택 과목으로 이수하고 있다. 그러나 외국어 과목 교육 과정 등은 지자체와 학교마다 다를 수 있다. 정부들의 외국어에 대한 관심이 전반적으로 높기 때문에 4 ~ 5개 국어를 능숙하게 사용하는 핀란드인이 많다.
핀란드에서는 초등학교와 중학교의 구별이 없으며 학교 제도는 종합학교를 9년간 다니고 고등학교에 3년간 다니는, 일명 9-3제를 채택하고 있으며 종합학교 9학년과 고등학교 1학년 사이에 진로를 찾기 위한 1년간의 휴학을 채택하고 있다. 그러므로 이들은 대학에 가기 전에 13년 동안 공부하는 것이다.
대학은 모두 국립으로 비교적 쉽게 들어갈 수 있는 수준이다. 그러나 핀란드의 교육 수준은 세계 교육계에서 "핀란드 메쏘드(핀란드(만의) 방식)"로 주목할 만큼 수준이 높다. 학생들은 경쟁에 의한 상대 평가가 아니라 달성도에 의해 평가되는 절대 평가로 평가된다. 그러나 이것은 학력의 차이를 무시한 똑같은 교육이 아니며, 고등학교는 종합학교 중등반 성적에 따라 갈 수 있다. 또한, 종합학교의 교육에 주목할만한 것은 성적이 낮은 학생이 특별 학급에 배정되거나, 보충 수업을 받고 있는 것이다. 이처럼 학력을 차별화하여, 저학력 학생에 대한 개별 교육으로 뒤떨어진 학업성취도를 보충해 줌으로써 학생이 학교의 인형으로 전락되는 것을 방지하는 제도가 핀란드 교육의 특징이다.
유네스코의 규정에 따른 고등 교육 기관 (대학 및 기타 고등 교육 기관 과정)의 진학률은 2004년도를 기준으로 세계 두 번째로 87%이다. 2004년도에 열린 OECD의 PISA(학업능력평가)에서는 한국, 일본, 싱가포르 등 교육열이 높은 국가가 유럽 선진국을 제치고 학력 세계 제일을 기록하였지만, OECD 조사 자체에 많은 문제점이 지적되고 있다. PISA는 (1) 독해 (2) 수학 능력 (3) 과학 문맹률이라는 세 분야에 대해서만 57 개국을 대상으로 조사하였다.
핀란드 학교는 주 5일제를 적용하며, 교사는 대학원 졸업이 기본이다. 성적이 떨어지는 학생에 대한 지원이 강력하며, 의무 교육이지만 유급 제도가 있으며, 초등학교부터 대학까지 절대다수 학교의 학비가 무료이다. 한 교실에 주 교사, 보조교사, 특수아동담당 교사를 포함하여 3명 까지도 들어갈 수 있다.

## 군사
- 상비군-30,000명
  - 직업 군인-20,000명
- 최대 동원 가능수-60,000명
  - 육군-30,000명
  - 해군-11,000명
  - 공군-9,000명
- 군사비- GDP의 2%

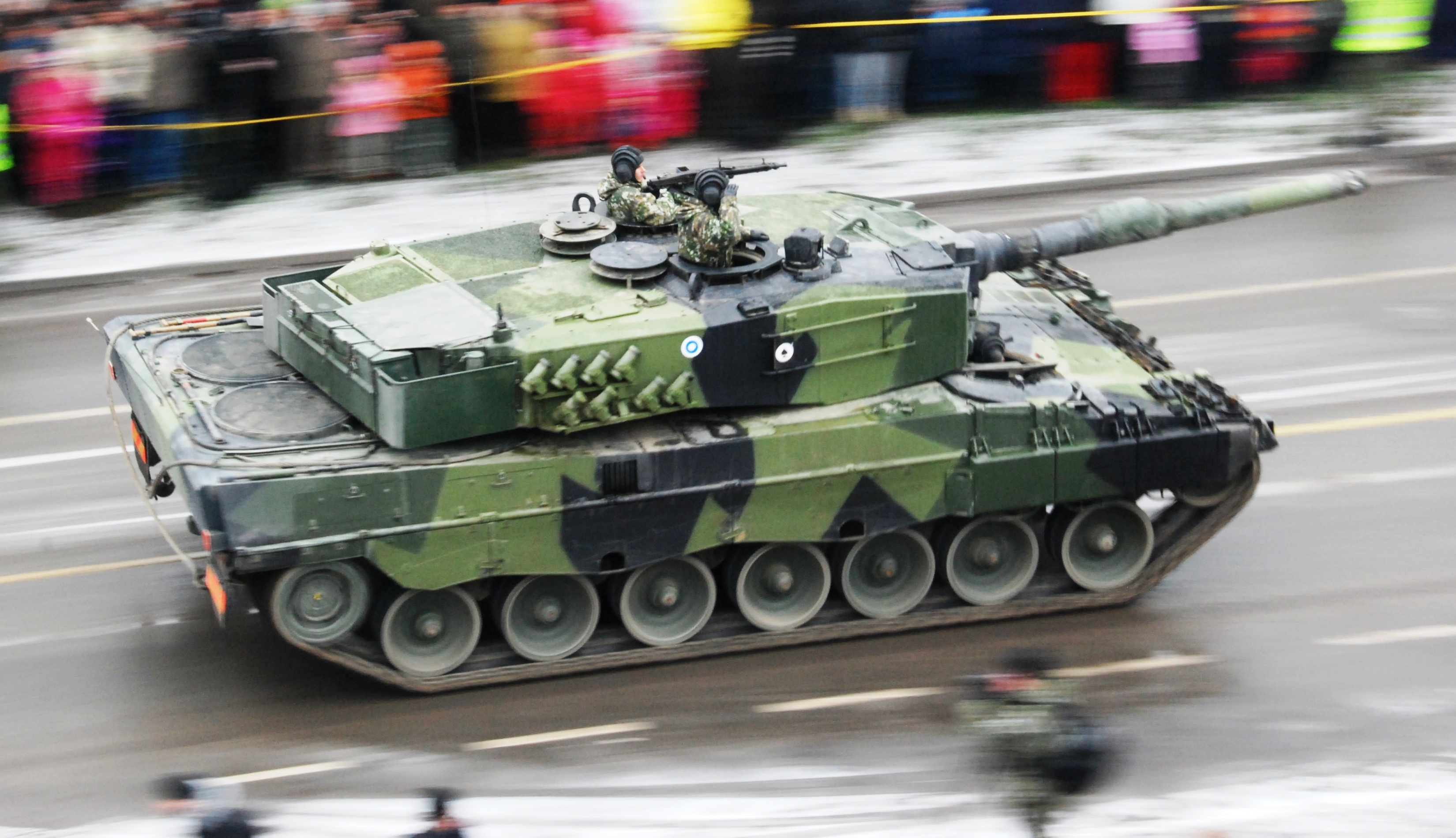
핀란드 독립기념일의 레오파드 2A4 전차 행진

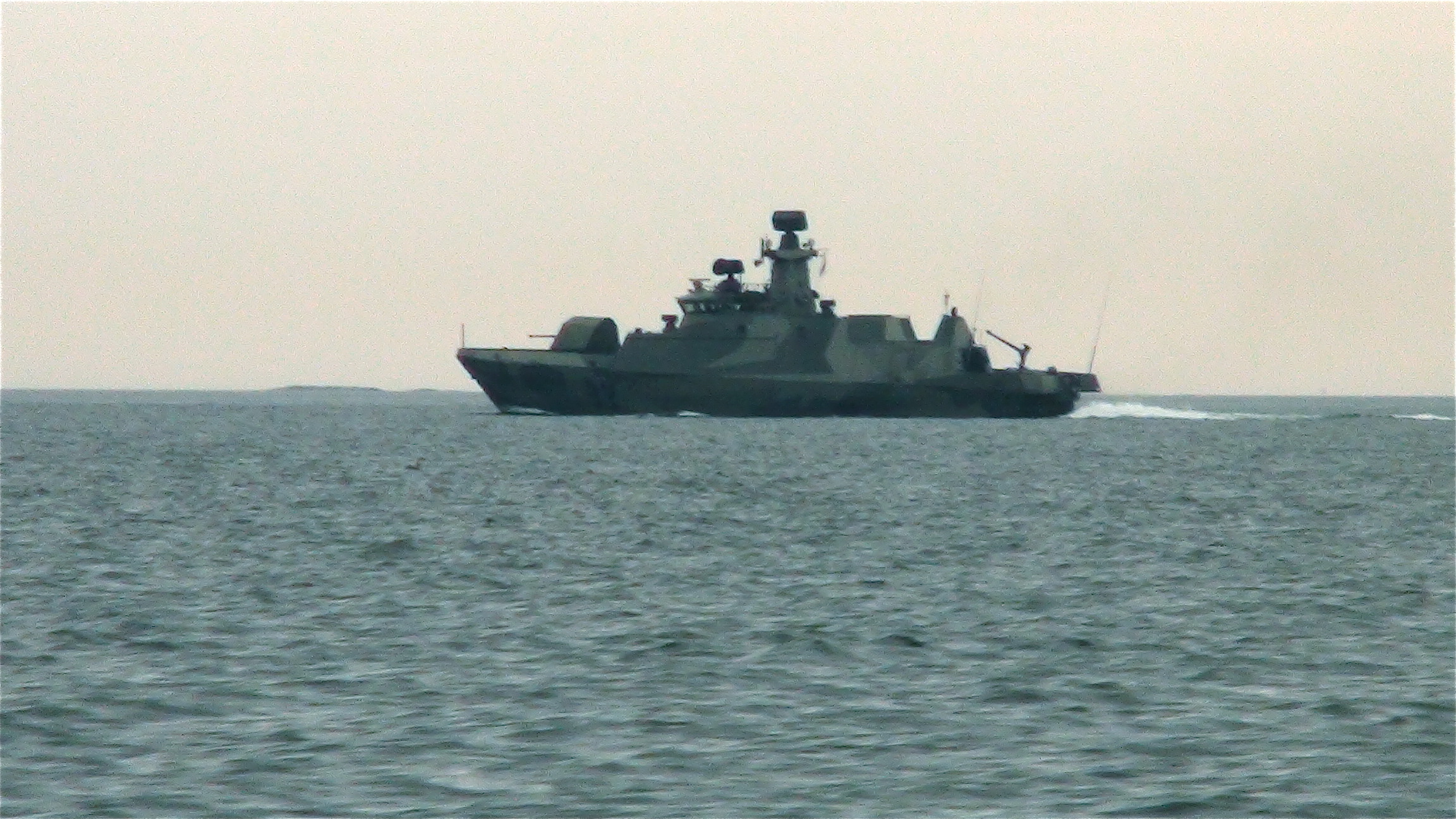
FNS "한코" 하미나급 미사일 고속정

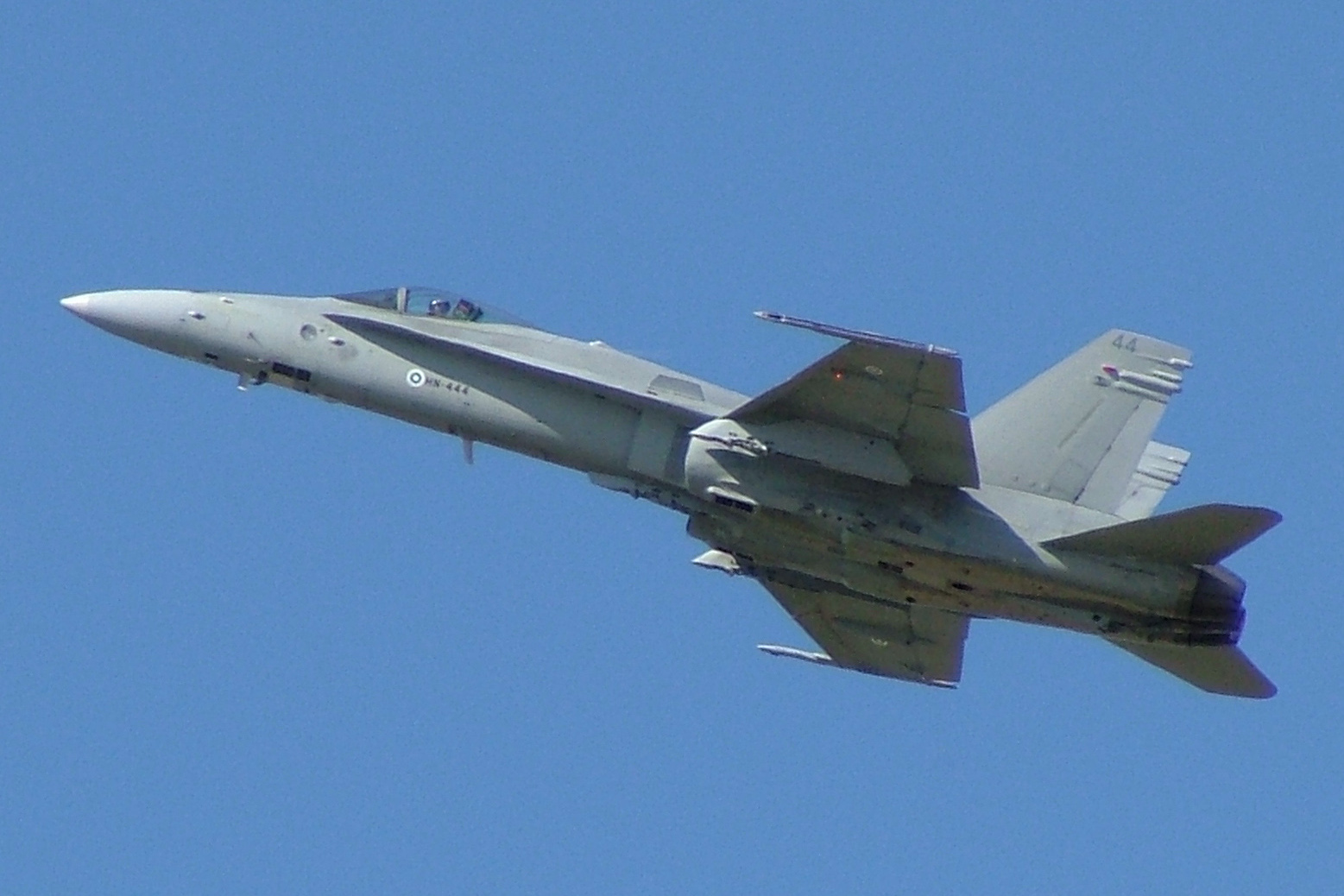
핀란드에서 제조한 F-18 전투기

3군 이외에 인원 5000명 가량의 국경수비대가 별도로 짜여져 있는데 평상시에는 내무부 지휘 아래에 있지만, 유사시에는 군으로 통합된다.
복무기간은 6개월 가량으로, 18살 이상의 남자에 대해 징병제를 실시한다. 여성과 여호와의 증인(Jehovah's witness) 신도들(종교 법인)은 면제 된다.
100명당 소형무기 소유율이 2007년 기준으로 미국, 독일 다음의 세계 3위 수준이다. 냉전 시대에는 소련제의 미그 21 전투기와 AK 소총, T-54/55과 T-72 전차와 중립국의 스웨덴제 사브 35 드라켄 전투기 등을 보유하고 있었다. 현재는 미국에서 구매한 F/A-18 호넷 전투공격기, 독일제 레오파드 2 전차 등을 갖추고 있다.

## 축제 및 행사
하지(Juhannus)는 핀란드인에게 가장 중요한 연례행사이다. 사람들은 일년 중 가장 낮이 긴 날을 축하하기 위해 도심을 떠나 여름별장으로 간다. 모닥불을 피우고 호숫가에서 흥겹게 수영하며 뱃놀이를 한다. 엄청나게 술을 마시는 것 또한 하지 축제의 한 특징이다. 7월의 포리째즈축제(Pori Jazz Festival)는 가장 인기 있는 째즈 축제이지만 중세기의 성 올라빈린나 (Olavinnlinna Castle)에서 열리는 사보린나오페라축제(Savonlinna Opera Festival)가 가장 유명하다. 세계적으로 유명한 몇몇 축제는 대부분 먼 지역에서 열린다. 예를 들면 쿠모(Kuhmo)의 실내악축제, 코꼴라(Kokkola) 근처 카우스티넨 (Kaustinen)의 민속음악제 등이다. 하지의 주말에 열리는 록 페스티벌은 큰 연례행사이며 가장 오래된 축제는 7월 투르크에서 열리는 루이스록(Ruisrock) 축제이다. 난탈리(Naantali)와 한코 (Hanko) 마을에는, 가장 게으른 사람을 뽑아 바다에 던지는 7월 27일 잠꾸러기의 날(Sleepyhead Day)이 있으며, 가장 생소한 행사로는 해마다 7월 손카예르비(Sonkaj rvi.)에서 열리는 아내를 업고 뛰는 경기(wife-carrying championship)이다.

### 크리스마스
크리스마스는 핀란드의 중요한 축제이다. 로바니에미에 있는 산타마을은 매년 크리스마스 때면 관광객들이 찾아온다. 핀란드의 산타클로스는 전세계에서 매우 유명하다. 이러한 이유로인해 로바니에미는 산타클로스의 고향이라고도 불린다.

## 대외관계
한국과의 관계
남북한 동시수교국으로 1973년에 외교관계를 맺었다. 남한과는 1973년 8월 24일에 외교관계를 맺었다. 핀란드는 한국을 1973년 4월 13일 승인하였다. 핀란드는 서울에 대사관을, 한국은 헬싱키에 대사관을 각각 두고 있다. 현재 한국과 핀란드는 핀에어 항공편이 운항하고 있다.
러시아와의 관계
러시아와는 대체로 좋은 관계를 유지하고 있지만, 역사적으로 러시아의 지배를 받은 적도 있어서 나쁜 관계도 가지고 있다. 냉전시기에는 소련과의 관계에선 친소적인 관계를 계속 유지했지만, 소련해체 이후에는 서방과의 관계를 강화하고 있으며 EU에도 가입했다. 하지만 러시아와도 좋은 관계를 유지하고 있다. 핀란드 경제가 최근 어려워지면서 핀란드의 대러 의존도가 높아지고 있으며, 러시아 자본이 핀란드의 기업을 인수 인계하는 등 핀란드에 진출을 하고 있다. 그와 동시에 러시아인이 핀란드로 이주하는 비율도 높아지고 있다.
일본과의 관계
핀란드는 일본과는 우호협력관계에 서있으며, 국제 사회상에도 일본은 핀란드의 입장을 지지해왔다. 당시 제2차 세계대전 때에는 추축국의 편에서 같이 소련에 맟서서 싸우기도 하였으며, 대립 관계에 있기도 하였다. 지금도 핀란드는 일본과의 관계에 좋은 위치를 하고 있다. 현재 일본과 핀란드는 일본항공과 핀에어 항공편이 운항하고 있다.
중국과의 관계
중국과의 관계는 매우 좋았다. 그러나 2013년 핀란드 외교부 네트워크의 심각한 정보 유출에 러시아와 중국이 연관된 것으로 의심되어서, 관계가 많이 나빠졌다.

## 기타 주제
- 핀란드의 통신
- 핀란드의 교통
- 핀란드의 군대
- 핀란드의 대외 관계
- 핀란드의 공휴일
- 핀란드 요리
- 핀란드 신화

### 핀란드
- (핀란드어/스웨덴어/영어) 핀란드 정부 홈페이지
- (핀란드어/스웨덴어/영어) 핀란드 외무부
- (영어) 핀란드 국가 포털 사이트
- (영어) Visit Finland

### 대한민국
- 주핀란드 대한민국 대사관
- 핀란드 보관됨 2005-08-28 - 웨이백 머신
- 해외여행(핀란드편)
- 핀란드 개요
- 핀란드에 대하여 보관됨 2004-12-06 - 웨이백 머신
- 재핀란드신한인회/학생회